# Frumușica
Frumușica is een Roemeense gemeente in het district Botoșani.
Frumușica telt 6170 inwoners.